# Knoxville Challenger 2023
Il Knoxville Challenger 2023 è stato un torneo maschile di tennis professionistico giocato sul cemento indoor. È stata la 19ª edizione del torneo, facente parte della categoria Challenger 75 nell'ambito dell'ATP Challenger Tour 2023. Si è giocato al Goodfriend Tennis Center di Knoxville, negli Stati Uniti, dal 6 al 12 novembre 2023.

## Partecipanti

### Teste di serie
| Nazionalità | Giocatore            | Ranking* | Testa di serie |
| ----------- | -------------------- | -------- | -------------- |
| Stati Uniti | Michael Mmoh         | 101      | 1              |
| Stati Uniti | Aleksandar Kovacevic | 109      | 2              |
| Stati Uniti | Alex Michelsen       | 112      | 3              |
| Stati Uniti | Zachary Svajda       | 143      | 4              |
| Stati Uniti | Emilio Nava          | 148      | 5              |
| Francia     | Titouan Droguet      | 166      | 6              |
| Australia   | Adam Walton          | 174      | 7              |
| Cina        | Shang Juncheng       | 176      | 8              |

* Ranking al 30 ottobre 2023.

### Altri partecipanti
I seguenti giocatori hanno ricevuto una wild card per il tabellone principale:
- Nishesh Basavareddy
- Strong Kirchheimer
- Johannus Monday

Il seguente giocatore è entrato in tabellone come special exempt:
- Aidan Mayo

I seguenti giocatori sono passati dalle qualificazioni:
- Sebastian Fanselow
- Thai-Son Kwiatkowski
- Murphy Cassone
- Mats Rosenkranz
- Cannon Kingsley
- Evgenij Karlovskij

I seguenti giocatori sono entrati in tabellone come lucky loser:
- Alexander Cozbinov
- Christian Harrison

## Punti e montepremi
| Torneo    | Torneo              | V      | F     | SF    | QF    | 2T    | 1T  | Q | Q2  | Q1  |
| Singolare | Punti               | 75     | 50    | 30    | 16    | 7     | 0   | 4 | 2   | 0   |
| Singolare | Premi in denaro ($) | 10,840 | 6,355 | 3,780 | 2,200 | 1,300 | 780 | – | 390 | 200 |
| Doppio    | Punti               | 75     | 50    | 30    | 16    | –     | 0   | – | –   | –   |
| Doppio    | Premi in denaro ($) | 4,645  | 2,700 | 1,630 | 965   | –     | 545 | – | –   | –   |

## Campioni

### Singolare
Alex Michelsen ha sconfitto in finale  Denis Kudla con il punteggio di 7–5, 4–6, 6–2.

### Doppio
Cannon Kingsley /  Luis David Martínez hanno sconfitto in finale  Mac Kiger /  Mitchell Krueger con il punteggio di 7–6(3), 6–3.